# Геннади, Григорий Николаевич
Григо́рий Никола́евич Генна́ди (18 (30) марта 1826, Санкт-Петербург — 26 февраля (9 марта) 1880, там же) — русский библиограф, библиофил и историк русской литературы XIX века. Псевдоним: Григорий Книжник; подписывался также: Г., Г. Г.; Г-ди.
Первый библиограф А. С. Пушкина и Н. В. Гоголя.

## Биография
Григорий Геннади происходил из дворян; предки его были греки. Его дед Александр Геннади, переселившись в Россию, служил при дворе императрицы Екатерины II. Он числился в списках Семёновского полка и одно время заведовал мехами, привозившимися в Кабинет императрицы. Покупатели прозвали эти меха «геннадиевыми», из чего будто бы сделали наконец «енотовые». В 1810 году Александр Геннади получил диплом на дворянское Российской Империи достоинство и герб. Отец Николай Александрович служил переводчиком в канцелярии Министерства иностранных дел. В 1820-х годах он вышел в отставку в чине коллежского советника и жил преимущественно в Москве, где владел домом в Колпачном переулке. Был женат на урождённой Плеске, которая жила, отдельно от мужа, в Лебяжьем переулке.
Детство Григорий Геннади провел в отцовском имении, селе Юшино (Смоленской губернии, Сычевского уезда). Начальное образование получил в Сычёвском уездном училище, затем воспитывался в  образцовом частном пансионе Леопольда Чермака в Москве. В 1843 году поступил в Императорский Московский университет, из которого в 1844 году перешёл в Императорский Санкт-Петербургский университет, где окончил юридический факультет. В 1861—1863 годы — мировой посредник в Сычёвском уезде Смоленской губернии. Последние годы жизни провёл в Германии (в Берлине и Дрездене). Имел обширные знакомства в литературной среде. Был женат вторым браком на дочери генерал-майора князя А. Б. Куракина. Детей не имел. Скончался на 54-м году в Санкт-Петербурге, в гостинице «Виктория» на Большой Конюшенной улице от воспаления лёгких. Был похоронен в Воскресенском Новодевичьем монастыре; могила утрачена.

## Библиографическая деятельность
Геннади обобществлял библиографию с книговедением, широко включая в неё книгопроизводство, книготорговлю, историю книг, библиофильство, историю журналистики. Считал библиографию книгоописанием, которое возникло с развитием науки и литературы и объясняет, что, когда и кем написано и где хранится. Свою библиографическую деятельность начал в 1849 году, написав рецензию на книгу П. М. Перевлесского «Собрание сочинений известнейших русских писателей», в которой представил ряд библиографических сведений об издании произведений А. Д. Кантемира. До конца 1850-х годов занимался библиографией различных, зачастую не связанных между собой, отраслей, активно печатаясь в «Санкт-Петербургских ведомостях», «Современнике», «Отечественных записках», «Москвитянине», «Библиотеке для чтения», «Голосе» и других исторических и библиографических журналах. Автор более 150 библиографических трудов по географии, этнографии, статистике, истории, археологии, краеведению, истории русской литературы. В 1860-е годы начал создавать свой главный труд — «Справочный словарь о русских писателях и учёных».
Кроме того, Геннади занимался редактированием и переизданием книг. Им были переизданы: «Жизнь Ваньки Каина» (1859), «Памятные записки А. В. Храповицкого» (1862), «Записки графа Сегюра о царствовании Екатерины II» (1865); отредактированы: исаковские издания сочинений Пушкина (1-е изд., 1859; 2-е изд., 1869—1871), «Любовь. Сборник эротических стихотворений русских поэтов» (1860).
Репутацию Геннади в некоторой мере испортило занятие редактированием сочинений Пушкина. Стараясь сохранить каждое написанное поэтом слово, он вставлял прямо в текст варианты и зачеркнутые самим Пушкиным строки. Получилось столь неудачное и неудобное для чтения издание (хотя методика создания академических изданий тогда ещё не была до конца разработана), что друг Пушкина С. А. Соболевский написал эпиграмму:
О жертва бедная двух адовых исчадий,

Тебя убил Дантес и издает Геннади.
Издание было недостаточно полным (как выяснилось впоследствии, это произошло из-за особого предписания Санкт-Петербургского Цензурного Комитета).
В целом библиографические работы Геннади, хотя и не лишены характера случайности, до сих пор сохраняют своё справочное значение.

## Библиотека
Геннади, с раннего детства любивший книгу, в течение всей жизни собирал библиотеку, которая насчитывала до 15000 томов и состояла в основном из отечественных изданий XIX века, хотя здесь имелись и более ранние экземпляры. Наиболее полно была представлена библиография, история литературы, книговедение, биография русских писателей и др. После смерти Геннади все книги (у которых не было ни печатного каталога, ни экслибриса) были сданы в 1881 году вдовой в магазин картин и эстампов А. Фельтена и впоследствии распроданы по частям и потеряны для русской культуры.

## Общественно-научная работа
- Действительный член Общества любителей российской словесности (Москва) с марта 1859 года[15].
- Член Русского Географического общества.
- Член Русского Археологического общества.
- Член Общества истории и древностей российских при Императорском Московском университете.
- Член Общества любителей русской словесности.
- Член Общества распространения полезных книг.

## Основные работы

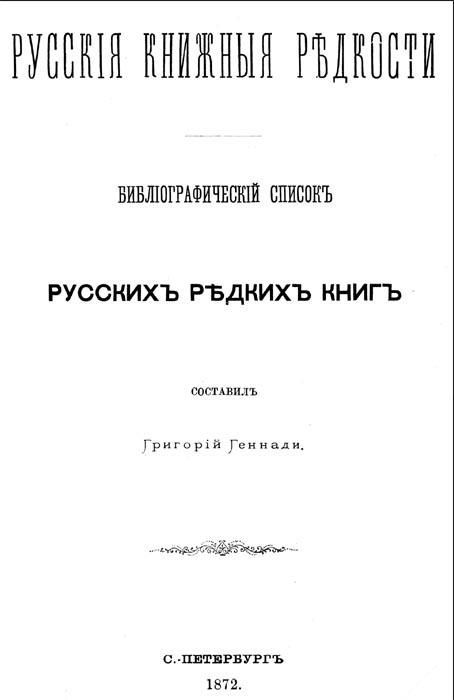
Титульный лист книги «Русские книжные редкости».

- Список книг о русских монастырях и церквах / сост. Г. Геннади. — СПб.: Тип. Эдуарда Праца, 1854. — [2], 47 с.[16]
- Указатель отдельно вышедших в России в 1853 году сочинений по предмету географии, этнографии и статистики: (С означением журн., где были помещены рец. на эти соч.) / [Григорий Геннади, д. чл. о-ва]. — [Санкт-Петербург, 1854]. — 12 с.
- Список сочинений о Крыме / 1. Сочинения иноязычные: Список 1 / [Г. Геннади, д. чл. О-ва]. — 1855. — 8 с.
- Указание биографических сведений о замечательных людях Малороссии / 1 / [Гр. Геннади]. — Чернигов: Губ. тип., [1855]. — 17 с.
- Библиотеки графа Д.П. Бутурлина и их каталоги. — [Санкт-Петербург, 1856]. — 10 с.
- Указатель географических, этнографических и статистических статей, помещенных в Губернских ведомостях 1854 года / [Г. Геннади, д. чл. О-ва]. — 1856.
- Иностранныя сочинения о Суворове [Текст] / [Гр. Геннади]. — [Санкт-Петербург: б. и., 1857?]. — 12 с.
- О псевдонимах русских и французских. [ Статья в "Библиотеке для чтения" за сентябрь 1857 г. с.58-71. ]
- Указатель географических, этнографических и статистических статей, помещенных в Губернских ведомостях 1855 года. — [СПб.: б. и., 1857?]. — 28 с.[17]
- Библиотека Императорского Московского университета. О публичных библиотеках в русских городах / [Г. Геннади]. — Москва: Унив. тип., ценз. 1858. — 19 с.[18]
- Литература русской библиографии: Опись библиогр. кн. и ст., изд. в России / Сост. Григорий Геннади. — Санкт-Петербург; в тип. Имп. акад. наук, 1858. — [2], 196 с.[19]
- Кое-что о русских поэтах. — Санкт-Петербург: тип. Имп. Акад. наук, 1859. — 17 с.
- Переводы сочинений Пушкина / [Библиогр. указ., сост. Г. Н. Геннади]. — Москва: тип. С. Селивановского, 1859. — 32 с.
- Приложение к сочинениям А. С. Пушкина, изданным Я. А. Исаковым. Библиографический список всех  произведений А. С. Пушкина, дополнения, черновые отрывки, не вошедшие в текст и примечания / Сост. Г. Геннади. СПб.: типография Эдуарда Праца, 1860. [8] + 114 + 171 + [5] с.
- Сочинения А. С. Пушкина. — Санкт-Петербург: Я. А. Исаков, 1859—1860. — Приложения к сочинениям А. С. Пушкина, изданным Я. А. Исаковым: библиографический список всех произведений А. С. Пушкина, дополнения, черновые отрывки, не вошедшие в текст, и примечания / составил Григорий Геннади. — 1860. — [8], 171, [5] с.
- Указатель библиотек в России / Сост. Григорий Геннади. — [Санкт-Петербург]: тип. Рогальского и К°, [1864]. — 36 с.
- Русские портреты из собрания Г. Н. Геннади (1866).
- Стихотворения А. С. Пушкина, не вошедшие в последнее собрание его сочинений / [Доп. к 6 т. петерб. изд. 1859 г. под ред. Г. Н. Геннади]. — 2-е изд. — Berlin: B. Behr (E. Bock), 1870. — XVI, 240 с.
- Русские книжные редкости: Библиогр. список рус. ред. кн. / Сост. Григорий Геннади. — Санкт-Петербург: тип. А. Траншеля, 1872. — [6], IV, 150, [3] с.
- Библиография по строительству и архитектуре (1872).
- Список архитектурных сочинений, вышедших на русском языке. — Санкт-Петербург: тип. Имп. Спб. театров (Э. Гоппе), 1873. — 33 с.
- Les écrivains franco-russes. Bibliographie des ouvrages français publiés par des russes (1874)[20].
- Список русских анонимных книг с именами их авторов и переводчиков: Доп. к кат. рус. кн. Сопикова, Шторха, Плавильщикова, Смирдина, Ольхина, Глазунова и Базунова / Г. Г. — Санкт-Петербург: тип. В.  Безобразова и К°, 1874. — [2], IV, 47 с.
- Список русских книг, печатанных вне России. — Berlin: Stuhr. (S. Gerstmann), 1875. — [2], 2, 44 с.
- Справочный словарь о русских писателях и учёных, умерших в XVIII и XIX столетиях, и список русских книг с 1725 по 1825. В 3 т. (буквы А—Р). — Берлин, 1876—1880 (тт. 1—2); М., 1908 (т. 3). (Том 2 вышел в свет с дополнениями Н. П. Собко; том 3 — с дополнениями А. А. Титова; том 4 остался в рукописи, которая на сегодня находится в РНБ).

## Архивы
- Российская национальная библиотека: Фонд 178
- Институт русской литературы (Пушкинский дом): Фонд 497